# Eleuterio Rodolfi
Eleuterio Rodolfi (né le 28 janvier 1876 à Bologne et mort le 19 décembre 1933 à Brescia) est un réalisateur, scénographe, producteur de cinéma et acteur italien actif durant la période du muet.

## Biographie
Fils de l'acteur de théâtre Giuseppe Rodolfi, le jeune Eleuterio fit ses débuts sur scène auprès de la compagnie de Francesco Garzes, puis dans la compagnie d'Ermete Novelli, entre autres. En 1895 il épousa l’actrice Adele Mosso.
En 1911 il passa du théâtre au cinéma et fut engagé par la maison Ambrosio Film en tant que réalisateur et acteur. Il interpréta 95 films, dont environ 80 réalisés par lui-même. Beaucoup de ces films étaient des comédies interprétées en duo avec l'actrice Gigetta Morano et d'autres étaient du genre historique (comme  Les Derniers Jours de Pompéi (Gli ultimi giorni di Pompei, 1913, réalisé avec Mario Caserini).
En 1917 il rejoignit la Jupiter Film, où il joua dans sept pellicules, elles aussi du genre dramatique. Cette année-là il fonda sa propre maison cinématographique, la Rodolfi Film. 
Rodolfi fut actif comme producteur de cinéma jusqu'en 1923, où il se réorienta vers le théâtre. Il se retira de la scène vers la fin des années vingt et se suicida en 1933.

## Filmographie

### Acteur

#### Cinéma
- 1913 : La revêche apprivoisée : Petruchio
- 1914 : Eaux miraculeuses
- 1915 : Il bacio
- 1915 : Rodolfi emulo di Herlock Sholmes : Rodolfi
- 1915 : Storia vecchia e... fatti nuovi
- 1915 : Viaggio di nozze
- 1916 : Amor mio!
- 1916 : Il gabbamondo
- 1916 : La presa della Bastiglia
- 1916 : Preferisco l'inferno!
- 1917 : Ah! le donne!
- 1917 : Il delitto dell'opera
- 1917 : Il delitto di Bal Rodmar
- 1917 : Il gioiello sinistro
- 1917 : L'asino di Buridano
- 1918 : La signora Rebus
- 1918 : Un dramma di Vittoriano Sardou
- 1919 : Il mistero della casa di fronte
- 1919 : L'autobus scomparso
- 1920 : Il braccialetto al piede
- 1920 : Il mio amante
- 1921 : Fiamma nera

#### Courts-métrages
- 1911 : La grosse mouche
- 1912 : Baiser d'Emma
- 1912 : Chi la dura la vince
- 1912 : L'amico dello sposo
- 1912 : L'ostrica perlifera
- 1912 : La femme de mon client
- 1912 : La première nuit
- 1912 : La vergine del Giglio
- 1912 : Le billet de 1000 francs
- 1912 : Le sosie de Rodolphi
- 1912 : Rodolphi apache
- 1912 : Une bonne place
- 1913 : Ah! Che avventura!
- 1913 : Ah, quella Gigetta!
- 1913 : Bello stabile
- 1913 : Coiffeur pour dames
- 1913 : Comment je me suis marié
- 1913 : Force irresistible
- 1913 : Goose a la 'Colbert'
- 1913 : Histoire de deux hirondelles
- 1913 : Il bustino rosa
- 1913 : Il figlio del burattinaio
- 1913 : La buona istitutrice
- 1913 : La collegiale
- 1913 : La fille du toréador
- 1913 : La première nuit
- 1913 : Le barbier de Séville
- 1913 : Le mari est complice
- 1913 : Le mariage de Figaro
- 1913 : Le timbre-poste rare
- 1913 : Louisette n'est pas jalouse
- 1913 : Mon ange de belle-mère
- 1913 : Mon mariage
- 1913 : Mon valet de chambre est galanthomme
- 1913 : Mère ignorée
- 1913 : Oh, ce bouton
- 1913 : Papa Libertin
- 1913 : Partita doppia
- 1913 : Pour faire sa connaissance
- 1913 : Pour mon amour
- 1913 : Rodolfi converti
- 1913 : Succès diplomatique
- 1913 : Un est de trop
- 1913 : Un gay pais
- 1913 : Une chaumière et ton cœur
- 1914 : Aventure en wagon
- 1914 : Causa lo sciopero
- 1914 : Da galeotto a marinaio
- 1914 : Gigetta est jalouse
- 1914 : Gigetta ne le veut pas
- 1914 : L'héritage de Rodolfi
- 1914 : L'inferriata
- 1914 : La signora dal biglietto profumato
- 1914 : Le poète
- 1914 : Oh! Quelle ressemblance
- 1914 : Papa Martin's Pannier
- 1914 : Rodolfi ha una brutta cameriera
- 1914 : Rodolfi in patria
- 1914 : Rodolphi manque la représentation
- 1914 : Rodolphi rit
- 1914 : Rodolphi épouse sa cuisinière
- 1915 : Amor pacifico
- 1915 : Amor sui tetti
- 1915 : Finalmente soli!
- 1915 : Gigetta ha un fratello terribile
- 1915 : I soldatini del Re di Roma
- 1915 : Il cuore non invecchia
- 1915 : Il gabinetto n. 13
- 1915 : Il temporale
- 1915 : Non desiderare la donna d'altri
- 1915 : Rodolfi cerca la pace
- 1915 : Rodolfi sogna la guerra
- 1915 : Un curioso accidente
- 1915 : Una difficile liquidazione
- 1916 : Chi è il merlo?
- 1916 : Gigetta e gli alpinisti
- 1916 : Gigetta e i suoi angeli custodi
- 1916 : Gigetta e il pappagallo
- 1916 : Gigetta l'avventuriera
- 1916 : Gigetta non ha amanti
- 1916 : Gigetta è pedinata
- 1916 : I guanti di Gigetta
- 1916 : I raggi ultravioletti
- 1916 : L'eredità dello zio Moh-Mel-Bey
- 1916 : Lui, lei e l'altro
- 1917 : La meridiana del convento
- 1919 : Il kimono e il pyjama

### Réalisateur

#### Cinéma
- 1913 : Les derniers jours de Pompei co-réalisé avec Mario Caserini
- 1913 : I promessi sposi
- 1913 : Michel Perrin
- 1914 : Il dottor Antonio
- 1914 : Eaux miraculeuses
- 1915 : Il bacio
- 1915 : La danza di Salomè
- 1915 : Rodolfi emulo di Herlock Sholmes
- 1915 : Storia vecchia e... fatti nuovi
- 1915 : Viaggio di nozze
- 1916 : Amor mio!
- 1916 : Eva nemica
- 1916 : Fiaccola sotto il moggio
- 1916 : Il gabbamondo
- 1916 : La Gioconda
- 1916 : La presa della Bastiglia
- 1916 : Preferisco l'inferno!
- 1916 : Tempesta d'anime
- 1916 : Tempesta di anime
- 1916 : Val d'olivi
- 1917 : Ah! le donne!
- 1917 : Hamlet
- 1917 : Il delitto dell'opera
- 1917 : Il delitto di Bal Rodmar
- 1917 : Il gioiello sinistro
- 1917 : L'asino di Buridano
- 1917 : Vertigine
- 1918 : La signora Rebus
- 1918 : Un dramma di Vittoriano Sardou
- 1919 : Federica d'Illiria
- 1919 : Il buon Samaritano
- 1919 : Il mistero della casa di fronte
- 1919 : Intrigo del grande albergo di Babilonia
- 1919 : L'autobus scomparso
- 1919 : L'inesplicabile mistero
- 1919 : L'occhio del nemico
- 1919 : La contessa Miseria
- 1919 : La maestrina
- 1919 : Lo strano caso di miss Eve Poker
- 1920 : I tre sorrisi di una monella
- 1920 : Il braccialetto al piede
- 1920 : Roberto Burat
- 1921 : Il privilegio dell'amore
- 1924 : Maciste e il nipote d'America

#### Courts-métrages
- 1912 : La femme de mon client
- 1912 : La première nuit
- 1912 : Un boiteux qui fait du chemin
- 1912 : Une bonne place
- 1913 : Ah! Che avventura!
- 1913 : Ah, quella Gigetta!
- 1913 : Bello stabile
- 1913 : Coiffeur pour dames
- 1913 : Comment je me suis marié
- 1913 : Goose a la 'Colbert'
- 1913 : Histoire de deux hirondelles
- 1913 : Il bustino rosa
- 1913 : Il figlio del burattinaio
- 1913 : La buona istitutrice
- 1913 : La surprise du grand-père
- 1913 : Le mari est complice
- 1913 : Le roman d'une actrice cinématographique
- 1913 : Le timbre-poste rare
- 1913 : Mon ange de belle-mère
- 1913 : Pour faire sa connaissance
- 1913 : Rodolfi converti
- 1913 : Un est de trop
- 1913 : Un gay pais
- 1913 : Un signore pranza alla trattoria
- 1914 : Aventure en wagon
- 1914 : Causa lo sciopero
- 1914 : Gigetta est jalouse
- 1914 : Gigetta ne le veut pas
- 1914 : L'héritage de Rodolfi
- 1914 : La signora dal biglietto profumato
- 1914 : Le chapeau de papa
- 1914 : Le poète
- 1914 : Oh! Quelle ressemblance
- 1914 : Papa Martin's Pannier
- 1914 : Rodolfi ha una brutta cameriera
- 1914 : Rodolfi in patria
- 1914 : Rodolphi manque la représentation
- 1914 : Rodolphi rit
- 1914 : Rodolphi épouse sa cuisinière
- 1915 : Amor pacifico
- 1915 : Amor sui tetti
- 1915 : Finalmente soli!
- 1915 : Gigetta e le rane
- 1915 : Gigetta ha un fratello terribile
- 1915 : I soldatini del Re di Roma
- 1915 : Il cuore non invecchia
- 1915 : Il gabinetto n. 13
- 1915 : Il temporale
- 1915 : La bella mamma
- 1915 : La scintilla
- 1915 : Non desiderare la donna d'altri
- 1915 : Rodolfi cerca la pace
- 1915 : Rodolfi sogna la guerra
- 1915 : Un curioso accidente
- 1915 : Una difficile liquidazione
- 1916 : Chi è il merlo?
- 1916 : Gigetta e gli alpinisti
- 1916 : Gigetta e i suoi angeli custodi
- 1916 : Gigetta e il pappagallo
- 1916 : Gigetta l'avventuriera
- 1916 : Gigetta non ha amanti
- 1916 : Gigetta è pedinata
- 1916 : I guanti di Gigetta
- 1916 : I raggi ultravioletti
- 1916 : L'eredità dello zio Moh-Mel-Bey
- 1916 : Lui, lei e l'altro
- 1917 : La meridiana del convento
- 1917 : Ri. Ki. Ki.
- 1919 : Il kimono e il pyjama
- 1919 : La rivincita di Henry
- 1922 : Un chiodo nella serratura

### Producteur

#### Cinéma
- 1919 : L'autobus scomparso
- 1920 : Roberto Burat
- 1921 : Il quadro di Osvaldo Mars
- 1923 : Un drôle de Coco

### Scénariste

#### Cinéma
- 1915 : Viaggio di nozze
- 1916 : Il gabbamondo
- 1917 : Hamlet

#### Courts-métrages
- 1913 : Bello stabile
- 1913 : Histoire de deux hirondelles
- 1913 : Il bustino rosa
- 1913 : Le mari est complice
- 1913 : Le timbre-poste rare
- 1913 : Pour faire sa connaissance
- 1913 : Un gay pais
- 1914 : Aventure en wagon
- 1914 : Causa lo sciopero
- 1914 : Gigetta est jalouse
- 1914 : Gigetta ne le veut pas
- 1914 : L'héritage de Rodolfi
- 1914 : La signora dal biglietto profumato
- 1914 : Rodolfi ha una brutta cameriera
- 1914 : Rodolfi in patria
- 1914 : Rodolphi manque la représentation
- 1914 : Rodolphi rit
- 1915 : Amor pacifico
- 1915 : Finalmente soli!
- 1915 : Gigetta ha un fratello terribile
- 1915 : Il cuore non invecchia
- 1915 : Il temporale
- 1915 : La scintilla
- 1915 : Rodolfi sogna la guerra
- 1915 : Un curioso accidente
- 1915 : Una difficile liquidazione
- 1916 : Chi è il merlo?
- 1916 : Gigetta e gli alpinisti
- 1916 : Gigetta e i suoi angeli custodi
- 1916 : Gigetta e il pappagallo
- 1916 : Gigetta l'avventuriera
- 1916 : Gigetta non ha amanti
- 1916 : I guanti di Gigetta
- 1916 : I raggi ultravioletti